# Fuutkoeten
De fuutkoeten (Heliornithidae) (ook wel watertrappers genoemd) zijn een kleine vogelfamilie die een aantal zwemvogels omvat die het midden lijken te houden tussen een fuut en een koet. Er zijn drie soorten, die in Afrika, Azië en Zuid-Amerika voorkomen. Gemeenschappelijke kenmerken zijn: een lange hals, korte poten met gelobde zwemvliezen (vandaar ook wel vinpootfuutkoeten) en een stevig, dicht gevederte.

## Verspreiding en leefgebieden
Hoewel fuutkoeten in verschillende werelddelen voorkomen, is hun levenswijze sterk overeenkomend. Ze houden zich op bij tropische en subtropische rivieren  met een lichte boomgroei, waar ze een solitaire, verborgen en paarsgewijze levenswijze hebben. Hun voedsel bestaat uit zaden, waterinsecten, kreeftachtigen, slakken en kleine padden.

## Taxonomie
Op grond van uitgebreid onderzoek aan morfologische kenmerken werden de fuutkoeten geplaatst in de orde van de kraanvogelachtigen en daarbij dicht bij de familie van de rallen, koeten en waterhoentjes (Rallidae) gezet. DNA-onderzoek naar de taxonomie van de vogels na de eeuwwisseling wees uit dat deze groep weliswaar tot de orde van de  kraanvogelachtigen behoorde, maar minder verwant was aan de rallidae en eerder verwant was aan de Sarothruridae, ook wel donsstaartrallen (in het Afrikaans vleikuikens) genoemd. De familie bestaat uit drie monotypische geslachten:
- Geslacht Heliopais
  - Heliopais personatus (Maskerfuutkoet uit Zuidoost-Azië)
- Geslacht Heliornis
  - Heliornis fulica (Kleine fuutkoet uit Zuid- en Midden-Amerika)
- Geslacht Podica
  - Podica senegalensis (Watertrapper uit Afrika)

Kraanvogels · Koerlans · Trompetvogels · Rallen, porseleinhoentjes, waterhoentjes en koeten · Fuutkoeten · Sarothruridae